# Make Me Know It
Make Me Know It ("Házmelo saber") es un tema de rock and roll con matices de rhythm and blues y boogie woogie compuesto por Otis Blackwell, que se popularizó a partir de la versión grabada por Elvis Presley para su exitoso álbum Elvis Is Back!  el cual entró en la lista del UK Albums Chart y en el Billboard 200. El tema Make Me Know It fue editado como sencillo en más de una oportunidad junto a temas como It's Now Or Never y Fever   se convirtió en tendencia en 1960 en las listas belgas.

## Grabación
Elvis registró la canción durante las sesiones de grabación en el legendario Estudio B de Nashville, Tennessee entre Marzo y abril de 1960 luego de su regreso de su último año de servicio militar en Alemania. La grabación contó con la presencia de muchos de los músicos que habían acompañado a Elvis desde los comienzos de su carrera musical al igual que con la producción de Steve Sholes.

### Músicos de las sesiones
Elvis Presley - voz y guitarra rítmica
Scotty Moore - primera guitarra eléctrica
Bob Moore - contrabajo
Hank Garland - bajo eléctrico
Floyd Cramer - piano
D. J. Fontana - batería
Buddy Harman - batería
The Jordanaires - coros

## Letra
Con una dosis de picardía el protagonista de la canción le recuerda a su prometida todo lo que ha dicho ella acerca del conjunto de virtudes que tiene para ofrecerle, como un genuino afecto con besos, caricias y abrazos, a lo que a cada una de esas promesas él la desafía diciéndole que de ser todo ello cierto, que vaya hacia él y se lo lo haga saber de manera demostrativa, no quedando solo en palabras. 
You say that you love me
And swear it to be true
But if you care to come over here
And make me know it do
Come on now, make me know it
Then go ahead and show it
But if you care to come over here

And make me know it do

## Diseños de tapa
La mayoría de las ediciones en formato de disco sencillo o en EP que incluyeron al tema Make Me Know It, mostraban imágenes de primeros planos de Elvis posteriores a su estadía en el ejército, luciendo ya su peinado con tupé o jopo aunque sin patillas, o bien fotos tomadas durante el servicio militar donde aparecía con su uniforme al igual que en la tapa del álbum Elvis Is Back!  o en el compilado A Date With Elvis. 

## Ediciones
- Elvis Is Back! (álbum)
- It's Now Or Never (sencillo) [8]
- Fever (sencillo) [8]
- Fever (EP) [8]

## Charts
| Listas           | Año  | Posición alcanzada |
| ---------------- | ---- | ------------------ |
| Ultratop Bélgica | 1960 | Tip                |